# 倫納特·斯特克倫博格
倫納特·斯特克倫博格（英語：Lennart Stekelenburg；1986年10月22日—）是一位荷蘭游泳運動員，擅長蛙泳。他參加過2009年世界游泳錦標賽。在2010年歐洲游泳錦標賽上，他為荷蘭隊獲得了兩面銅牌，分別是50米蛙泳和4×100米接力的銅牌。